# Coccus longulus
Coccus longulus är en insektsart som först beskrevs av Douglas 1887.  Coccus longulus ingår i släktet Coccus och familjen skålsköldlöss. Inga underarter finns listade i Catalogue of Life.